# Columna Peire
La Columna Peire fue una unidad de milicias que operó al comienzo de la Guerra civil española.

## Historial
Fue creada a mediados de septiembre de 1936 por el teniente coronel Primitivo Peire, que al inicio de la contienda comandaba un batallón de ametralladoras en Castellón de la Plana y cuya decidida actitud había impedido cualquier conato de sublevación. En un comienzo se la denominó como «columna n.º 4». Formada inicialmente por militares profesionales (unos 700 hombres), posteriormente se le añadieron pequeñas milicias de partidos —con pequeños grupos del POUM o de Esquerra Republicana—; a finales de 1936 el número de efectivos de la columna era de unos 2000 hombres, contando en la retaguardia con una reserva de 1100 hombres más.
A comienzos de octubre la columna marchó al frente de batalla a bordo de dos trenes que salieron de Valencia. Se situó inicialmente entre Cuenca y Teruel, trasladándose posteriormente a la zona del Alfambra. En comparación con otras columnas milicianas, la «Peire» disponía de una buena dotación de armamento. Llegó a participar en varias ofensivas limitadas en el sector de Teruel. A finales de octubre el mando de la columna pasó al capitán Isidoro Serrano.
La columna desapareció a finales de 1936, formando el núcleo de la 22.ª Brigada Mixta.